# Ga Shin-Hakodate-Hokuto
Ga Shin-Hakodate-Hokuto (新函館北斗駅 (Tân Hàm Quán Bắc Đẩu Dịch) Shin-Hakodate-Hokuto eki) là nhà ga xe lửa chính ở Hokuto Hokkaidō, Nhật Bản.

## Tuyến đường sắt
Ga Shin-Hakodate-Hokuto phục vụ các tuyến JR Hokkaido sau.

### JR Hokkaido
- Hokkaido Shinkansen
- Tuyến Hakodate

## Các ga lân cận
Công ty đường sắt Hokkaido (JR Hokkaido)
■Hokkaido Shinkansen
Ga Kikonai - Ga Shin-Hakodate-Hokuto - Ga Shin-Yakumo
■Tuyến Hakodate
Ga Nanae - Ga Shin-Hakodate-Hokuto - Ga Niyama